# .338 Lapua Magnum
El .338 Lapua Magnum (8,6 × 70 mm o 8,58 × 70 mm) es un cartucho metálico de fuego central cuyo casquillo tiene forma de botella y carece de anillo. Fue desarrollado durante la década de 1980 como un cartucho de largo alcance y alta potencia para su uso en fusiles de cerrojo para francotiradores militares. Fue utilizado en la Guerra de Afganistán y la Guerra de Irak.
Cuenta con un diámetro de 14.93 mm (0.588 pulgadas) y una longitud total de cartucho (COAL), Siendo un proyectil anti material capaz de penetrar desde chalecos antibalas a distancias de hasta 1000 metros, y contando con un alcance efectivo máximo de unos 1750 metros de acuerdo al CIP en condiciones a nivel del mar. La velocidad de salida depende de la longitud del cañón y carga de pólvora,  varía de 880 a 915 m/s (3168,0 a 3294,0 km/h)  para cargas comerciales con proyectiles de 250 gramos.
Además de su función militar, es usado también por cazadores y para el tiro deportivo a larga distancia. 
El .338 Lapua Magnum es capaz de abatir cualquier pieza  caza mayor, aunque su idoneidad para algunos animales de tamaño medio y grande. En Namibia, el .338 Lapua Magnum en el pasado era legal para la caza de los cinco grandes de África si las cargas tenían al menos energía de boca. Hoy en día, Namibia y otros países subsaharianos generalmente permiten el uso de calibres mínimos de mayor diámetro que el .338 para la caza de los animales más grandes por ley, tales como el .375 Holland & Holland Magnum.

## Historia
En 1983, Research Armament Industries (RAI) en los Estados Unidos empezó a desarrollar un nuevo cartucho para francotirador de largo alcance capaz de disparar un proyectil de 0,338 pulgadas a 914 metros por segundo (3290,4 km/h), que podría penetrar letalmente cinco capas de chalecos antibalas militares a 1000 m (1094 yd) . Después de experimentos preliminares, se ajusto el casquillo del.416 Rigby para alojar el proyectil calibre .338, el que también se engroso ya que el casquillo original, desarrollado en 1911, usaba cordita y las pólvoras modernas generan una mayor presión.

### Desarrollo final

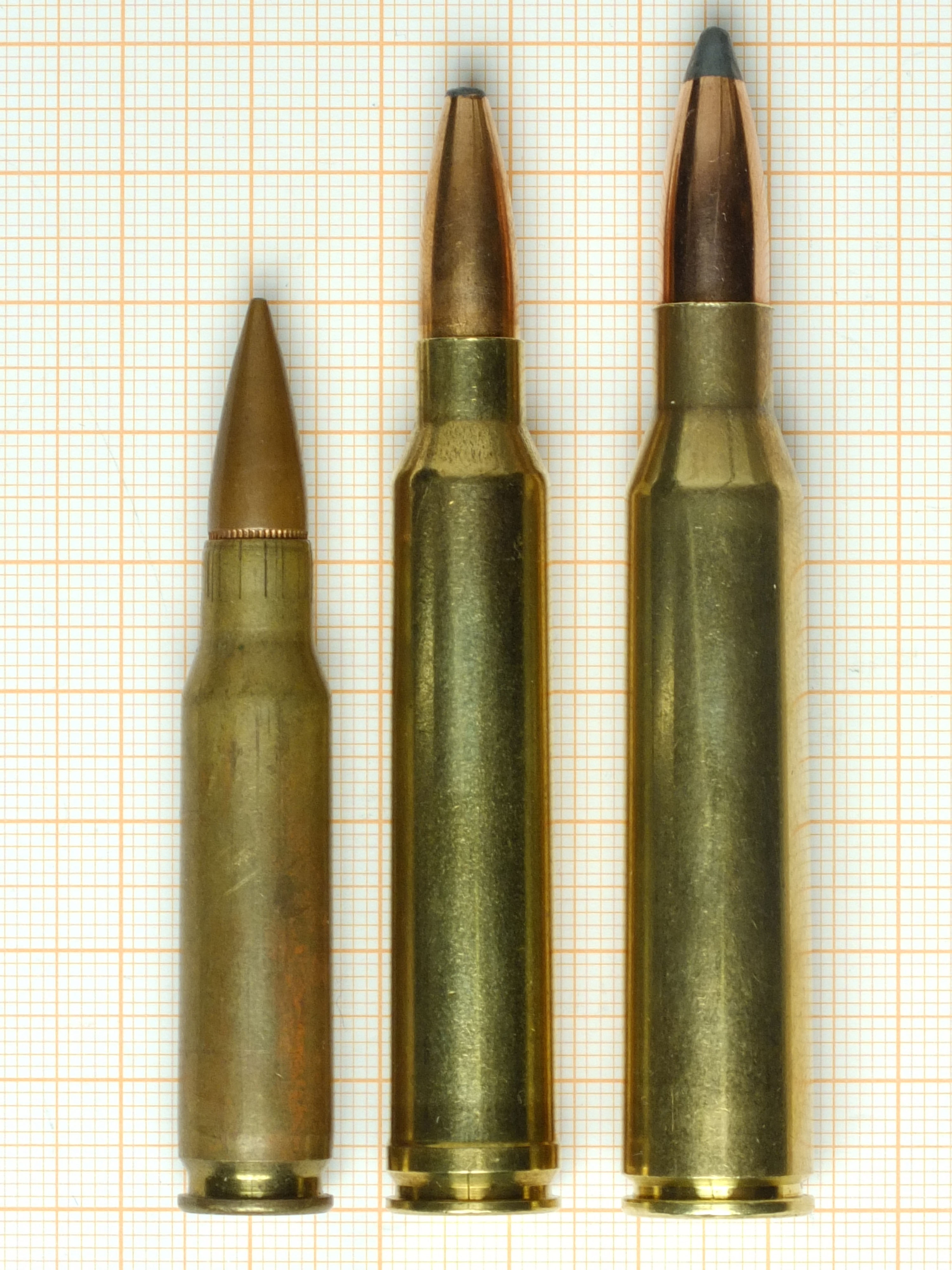
Izquierda a derecha .308 Winchester (7.62×51mm NATO), .300 Winchester Magnum (7.62×67 mm) y .338 Lapua Magnum (8.6×70 mm).

El actual cartucho .338 Lapua Magnum fue desarrollado en conjunto por el fabricante finlandés SAKO y el fabricante británico de rifles Accuracy International, junto con el fabricante finlandés de municiones Lapua, o más oficialmente "Nammo Lapua Oy", que desde 1998 forma parte de la Nordic Grupo de Municiones (Nammo) .

## Usuarios

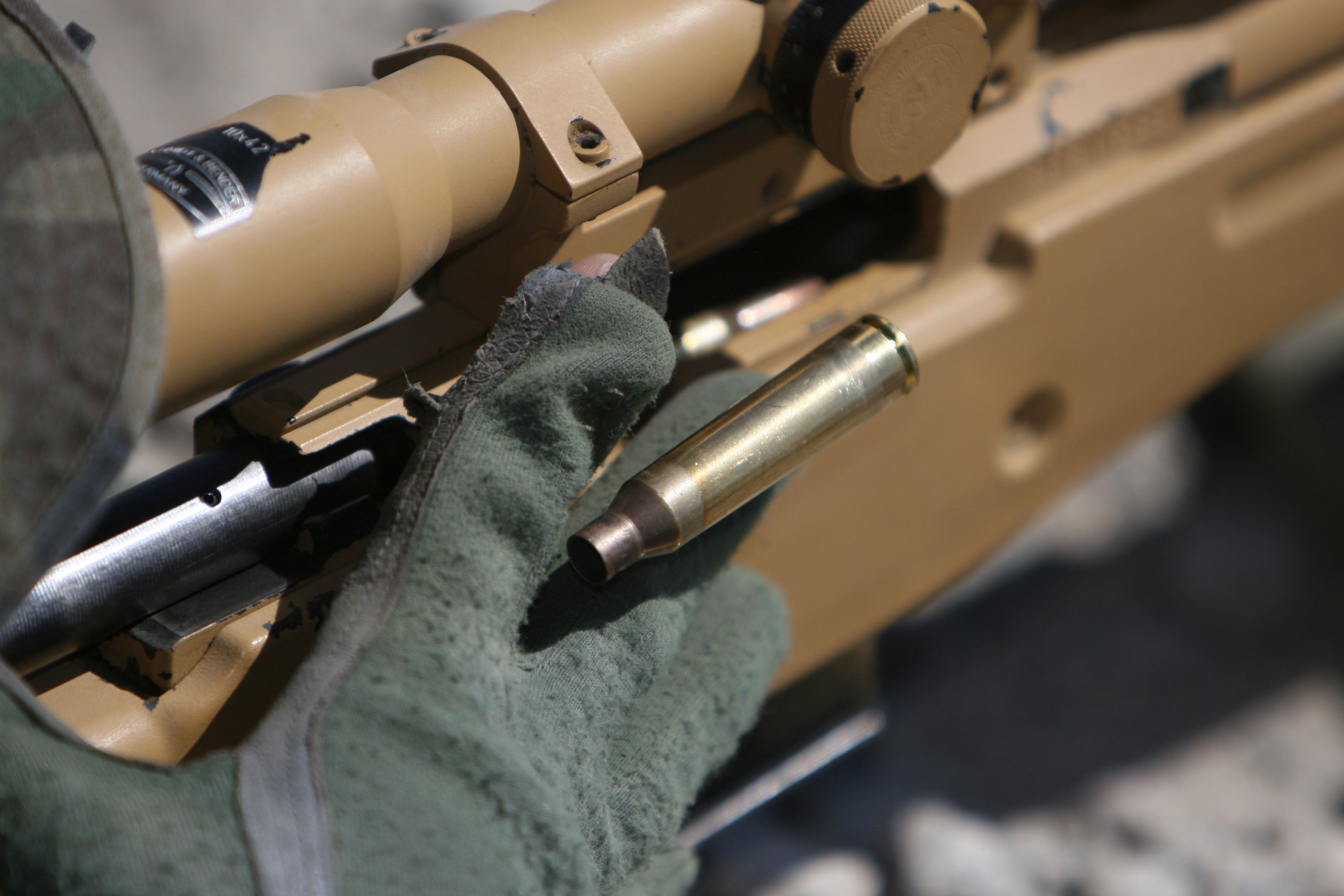
Un Royal Dutch Marine expulsa un casquillo de su rifle de francotirador Accuracy International .338 Lapua Magnum

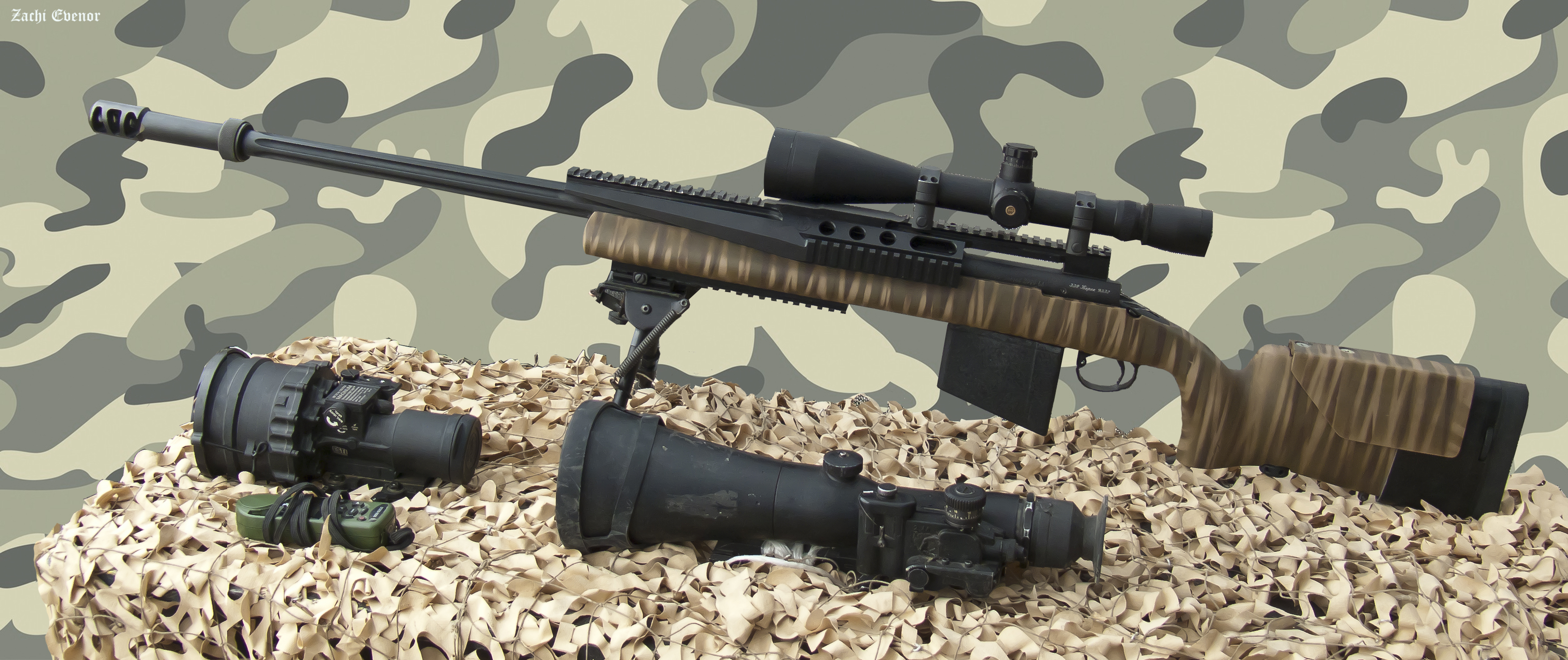
IDF Barak 338: un HS Precision Pro Series 2000 HTR militarizado en calibre .338 Lapua Magnum

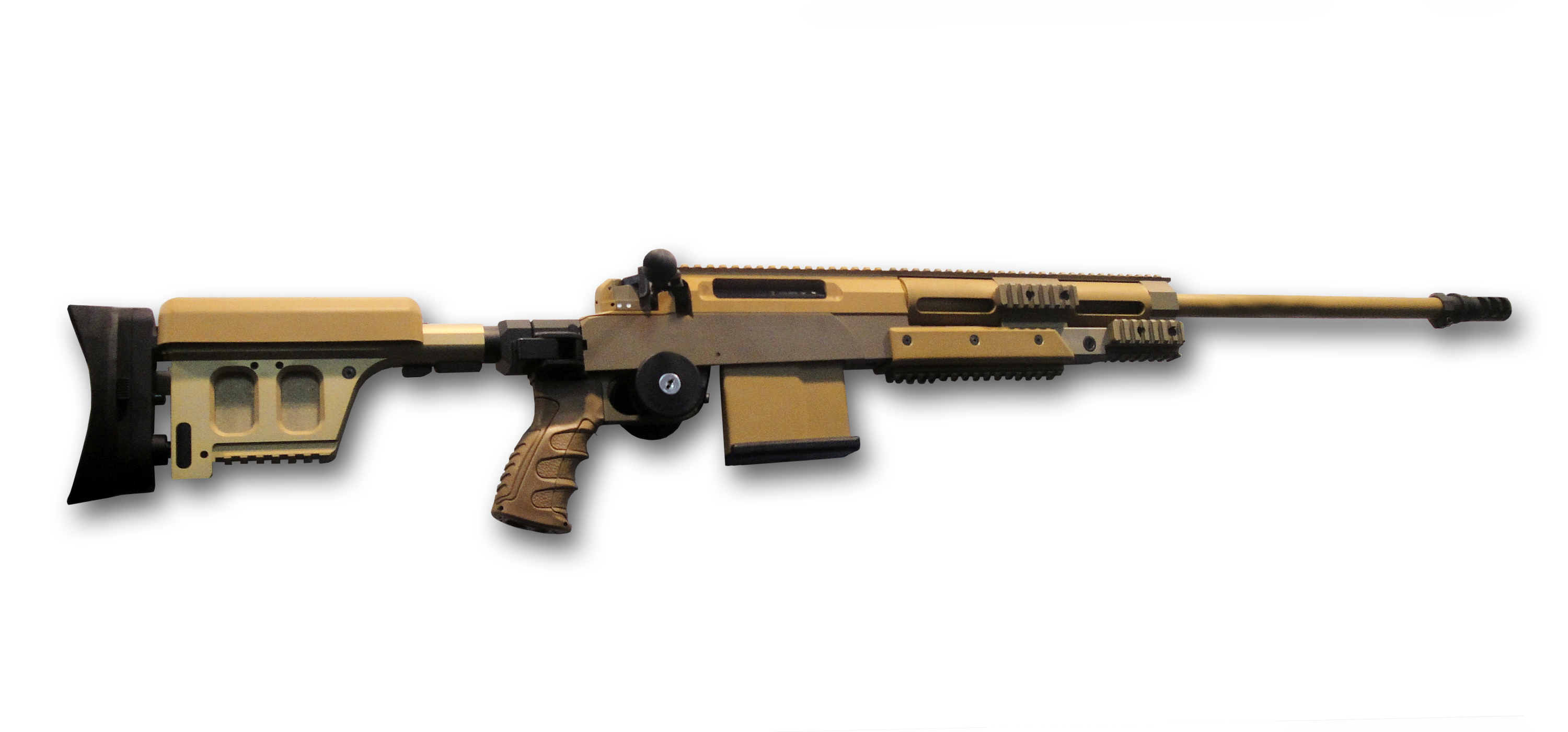
Bundeswehr Haenel RS9 designado como G29

El cartucho .338 Lapua Magnum se usa en el servicio policial o militar con:
- Albania: RENEA — Sako TRG-42[11]
- Australia: Blaser Tactical 2[12][13][14]
- Austria: Austrian Armed Forces Jagdkommando — Steyr 08A2[15][16]
- Bangladés:Bangladesh Armed Forces - Accuracy International AWM[cita requerida]
- Canadá: Canadian Forces — C14 Timberwolf Medium Range Sniper Weapon System (MRSWS)[17]
- Chile: Chilean Army — APR338 and PGM 338[18] Barrett Model 98B
- China: People's Liberation Army Ground Force — QBU-202 (military designation for the 8.6×70mm CS/LR35 rifle)[19]
- Colombia: TAP.[20]
- Cyprus: National Guard-Accuracy International Arctic Warfare[21]
- Czech Republic — Sako TRG-42[11]
- Dinamarca: Military of Denmark — Sako TRG-42[22][23][24]
- Estonia: Military of Estonia reconnaissance units and special forces — Sako TRG-42.[22][25]
- Finlandia: Finnish Defence Forces — Sako TRG-42
- Francia: French Army, GIGN and Commandement des Opérations Spéciales — PGM 338[cita requerida], Sako TRG-42, AWM .338
- Georgia: Police and military - Accuracy International AWM and Sako TRG series, as well as Satevari MSWP. Domestic analogue .338 GBM produced by STC Delta[26]
- Alemania: Bundeswehr — Haenel RS9 designated as G29 in service with the special forces; replacing the G22,[27][28][29] Erma SR-100,[30] AMP Technical Services DSR-1, GOL Sniper Magnum
- Grecia: Anti-Terrorist Unit EKAM — Sako TRG-41[22]
- Hungría: Hungarian Police Security Service (Rendészeti Biztonsági Szolgálat) - Unique-Alpine TPG-1 (Taktische Prazisions Gewehr-1)
- Indonesia: Kopassus — Accuracy International AWM .338[31]
- Ireland: Irish Army — Accuracy International AWM .338[cita requerida]
- Israel: Infantry - H-S Precision Pro Series 2000 HTR[32] Special forces — McMillan Tac-338 and PGM 338,[33] YAMAM — Barrett MRAD[34]
- Italy: Sako TRG-42[35]
- Lituania: Lithuanian Armed Forces — Accuracy International AXMC[36]
- Malasia: Pasukan Gerakan Khas — Accuracy International AWM —Accuracy International AX338[37]
- Netherlands: Dutch military  — Accuracy International AWM and AXMC, Sako TRG-41[22][38][39]
- Nueva Zelanda:  New Zealand Defence Force — Barrett MRAD[40][41]
- Poland: GROM — Accuracy International AWM,[42] 1 Pułk Specjalny Komandosów[43]
- Portugal — Accuracy International AWM — Accuracy International AXMC[44]
- Rusia: Alpha Group and SOBR — Accuracy International AWM[45]
- Serbia: Special Brigade —  Sako TRG-42.[46]
- Singapur: PGM 338[47]
- Eslovenia: Military of Slovenia — PGM 338[48]
- España: GOE — Sako TRG-41[49]
- Switzerland: Sako TRG-42[50][51]
- Turquía: Sako TRG-42[52]
- Ucrania: Used by the army snipers: the Netherlands donated Accuracy International AWM rifles to Ukraine in 2022.[53][54]
- Reino Unido: British military — Accuracy International AWM .338[55]
- Estados Unidos: US Navy Special Warfare — McMillan Tac-338[56][57][58][59]

## Dimensiones del cartucho
El latón del casquillo es extremadamente grueso, dando como resultado una capacidad de 7,40 ml (114 granos de H 2 O). La forma exterior del casquillo fue diseñado para promover una alimentación y extracción confiables en armas de fuego de cerrojo, semiautomáticas y automáticas por igual, en condiciones extremas.
El cartucho estadounidense .338-378 Weatherby Magnum presentado en 1998 y el cartucho estadounidense .338 Remington Ultra Magnum (.338 RUM) presentado en 2000 son probablemente los cartuchos balísticos más cercanos al .338 Lapua Magnum comercialmente disponibles desde el 2007 
El instituto SAAMI estadounidense (Instituto de fabricantes de armas deportivas y municiones) no tiene pautas voluntarias normales para el .338 Lapua Magnum. El 14 de enero de 2013 optó por utilizar las reglas CIP métricas y agregar algunas dimensiones que no tienen un análogo CIP.

## Como casquillo padre

### .300 Lapua Mágnum
El cartucho .338 Lapua Magnum de éxito comercial ha funcionado como casquillo padre para el desarrollo del .300 Lapua Magnum, que es esencialmte un .338 Lapua Magnum con el cuello ajustado para alojar un proyectil calibre .308". 
El .300 Lapua Magnum tiene una capacidad de carga de 7,33 ml (113 granos H 2 O).
Dimensiones máximas del cartucho .300 Lapua Magnum. Todos los tamaños en milímetros (mm).

### 7.62 UKM
El casquillo del .338 Lapua Magnum también se usó para el diseño del 7.62 UKM de origen alemán, que es esencialmente una versión acortada con cuello ajustado del .338 Lapua Magnum.
El 7.62 UKM tiene una capacidad de carga de 5,84 ml (90 granos de H 2 O).
Dimensiones máximas del 7,62 UKM. Todos los tamaños en milímetros (mm).

### .375 Swiss P
El .375 Swiss P (9,5 × 7 0 mm) es un cartucho registrado por CIP introducida en 2021 y anunciada por RUAG Ammotec como un cartucho que "llena el vacío en el rendimiento balístico entre el .338 Lapua Magnum (8,6 × 70 mm) y el . 50 BMG (12,7 × 99 mm OTAN)". Como tal, .375 Swiss P fue diseñado para ser recamarado con relativa facilidad mediante un cambio de cañón como una mejora del rendimiento en rifles de construcción robusta diseñados originalmente alrededor de la recámara .338 Lapua Magnum. El .375 Swiss P es un cartucho con cuello de botella con borde rebajado que comparte la cara del cerrojo, el diámetro del borde, la longitud total y la presión máxima de funcionamiento con la recámara .338 Lapua Magnum. Cuenta con un 15,73 mm (0,6 plg) más grande diámetro de la base como se encuentra en el .500 Jeffery . Esto da como resultado un (P1 - R1 = 0,8 mm (0 plg) ) llanta rebajada.